# Idalaka
Idalaka (portugiesisch Idalaca) ist eine wissenschaftliche Bezeichnung für drei sich sehr ähnliche malayo-polynesische Dialekte, die im Zentrum Osttimors gesprochen werden:

## Untergliederung
- Idaté (Idate): Die Umgangssprache in Laclubar (Gemeinde Manatuto) bis über die Grenze nach Manufahi. 14.178 Muttersprachler.
- Isní: Wird im Gebiet östlich von Turiscai (Manufahi) gesprochen. 1.855 Muttersprachler.
- Lakalei: Wird im Gebiet von Fahinehan (Manufahi) gesprochen. 3.669 Muttersprachler.[1]

Diese Dialekte sind nahe verwandt mit Tetum und Habun und haben auch viele Gemeinsamkeiten mit Galoli. Idalaka ähnelt auch dem Kemak so weit, dass es einige archaische Merkmale (z. B. persönliche Vorsilben in Verben) aufweist, die in Mambai und Tokodede bereits verschwunden sind.
Der Subdialekt Lolein in Talitu (Gemeinde Aileu), Becora Leten und Hera (Gemeinde Dili), ist eine Variante des Isní, der dort von Einwanderern aus Turiscai im 19. Jahrhundert eingeführt wurde. In der Gemeinde Dili sprechen 568 Menschen Lolein, nochmal 533 im angrenzenden Aileu und in Osttimor gibt es insgesamt 1.155 Muttersprachler.
Idalaka ist eine der 15 in der Verfassung anerkannten Nationalsprachen Osttimors. Insgesamt geben 19.913 Osttimoresen an eine der Idalaka-Dialekte als eine Muttersprache zu sprechen.

## Karten der Ausbreitung der Sprachen

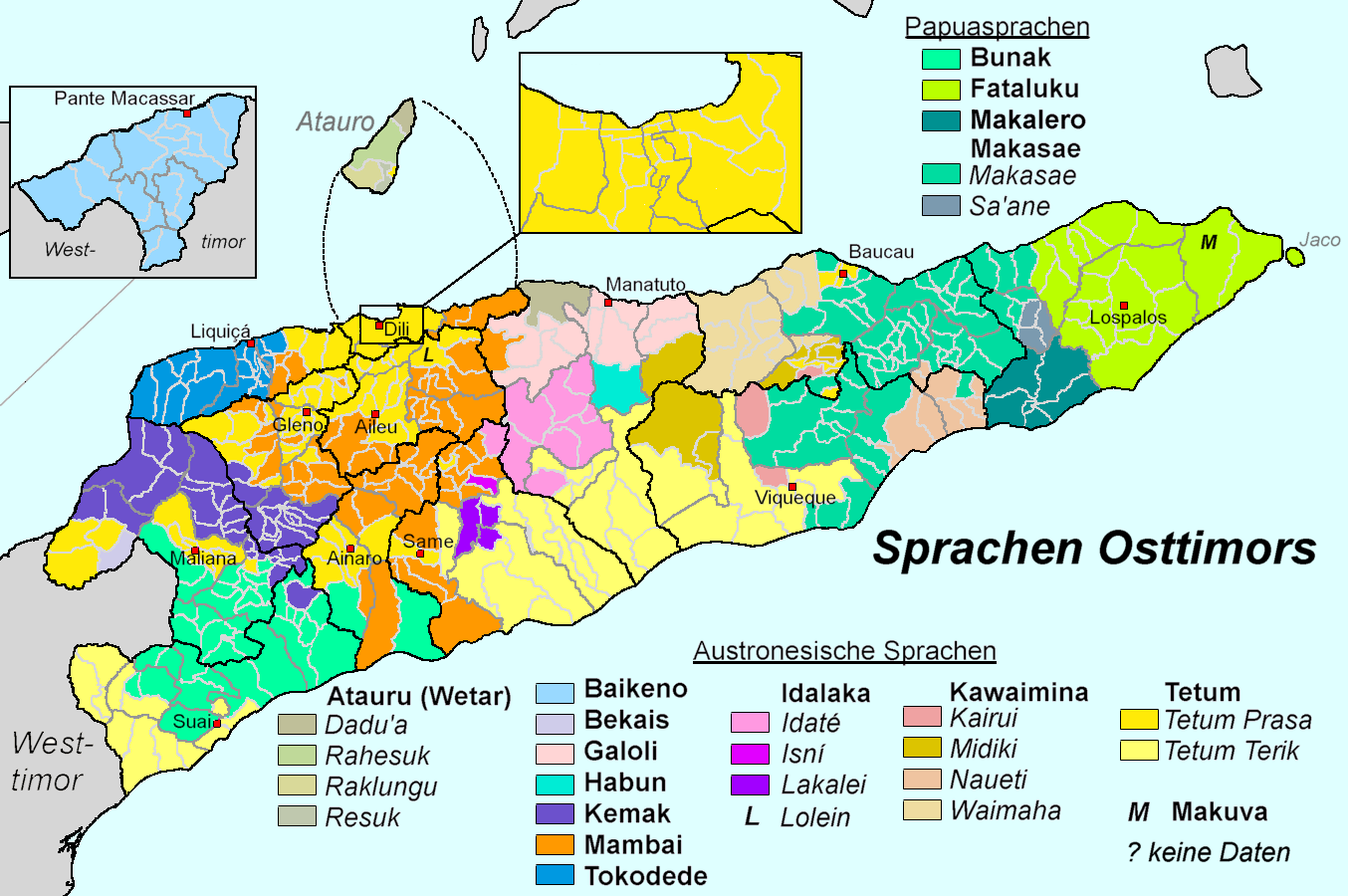
Die größten Sprachgruppen in den Sucos Osttimors.
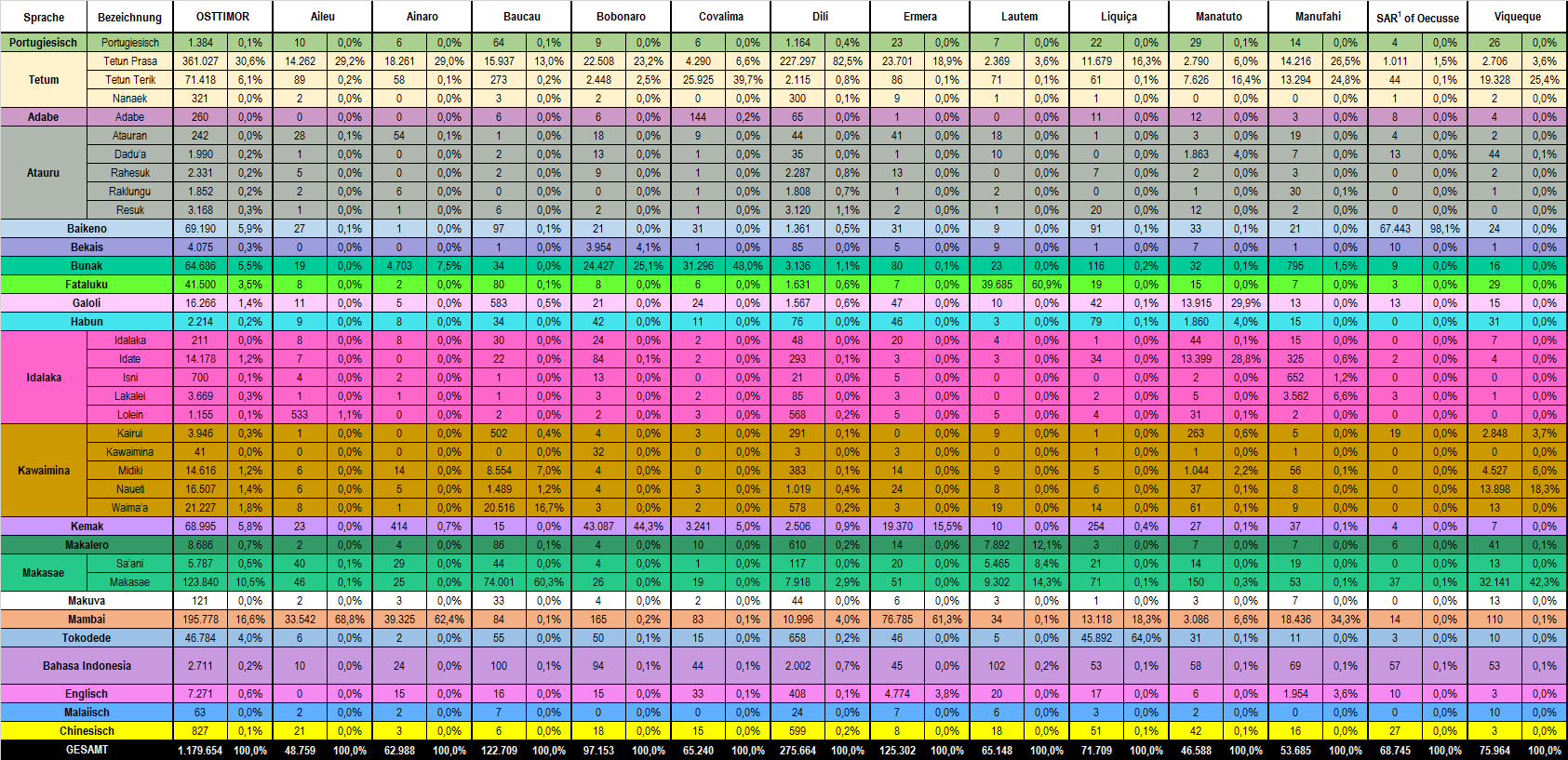
Anzahl der Sprecher der verschiedenen Sprachen in den einzelnen Gemeinden (Stand 2015)
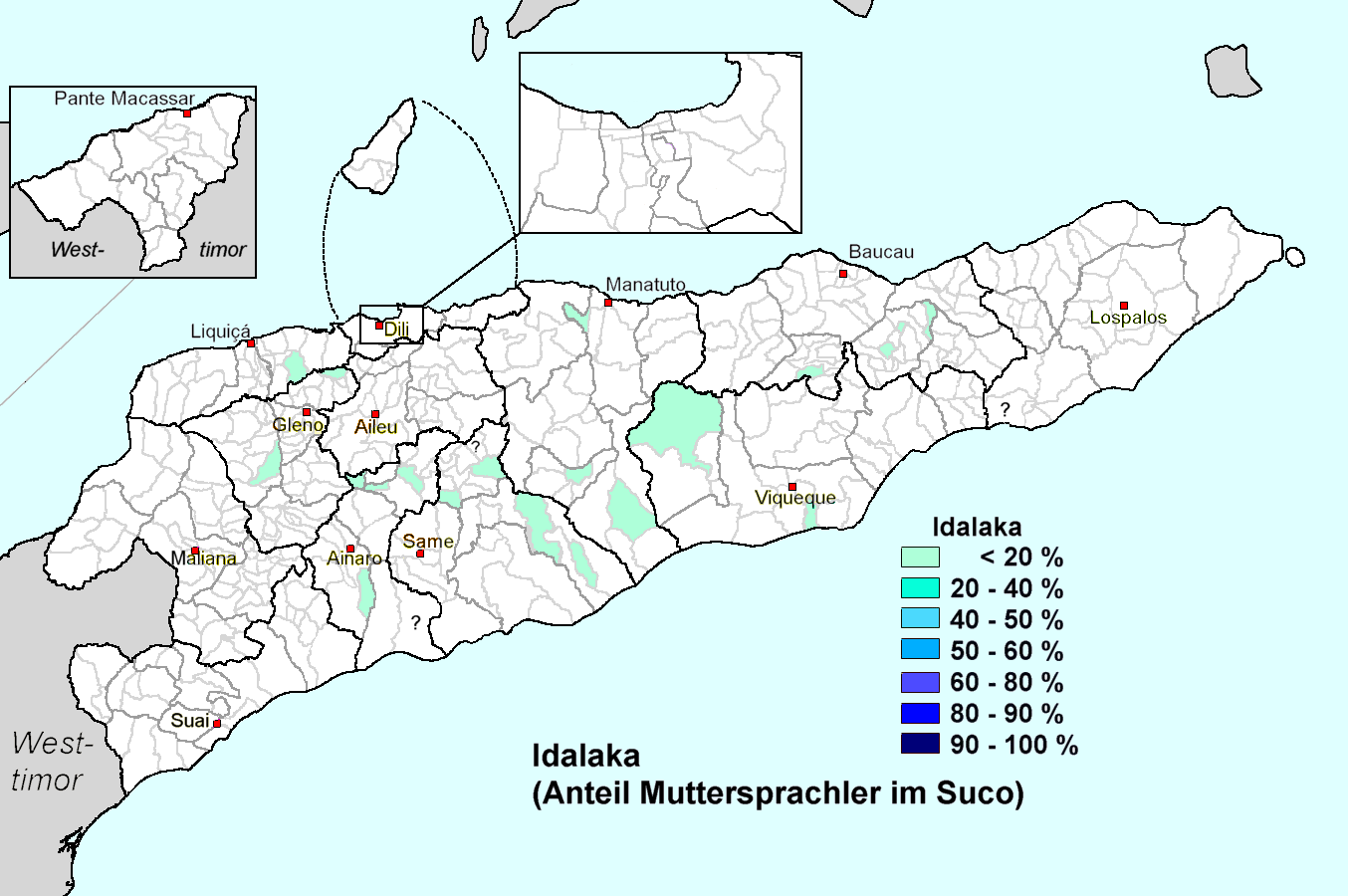
Anteil von Idalaka-Muttersprachlern in den Sucos Osttimors.
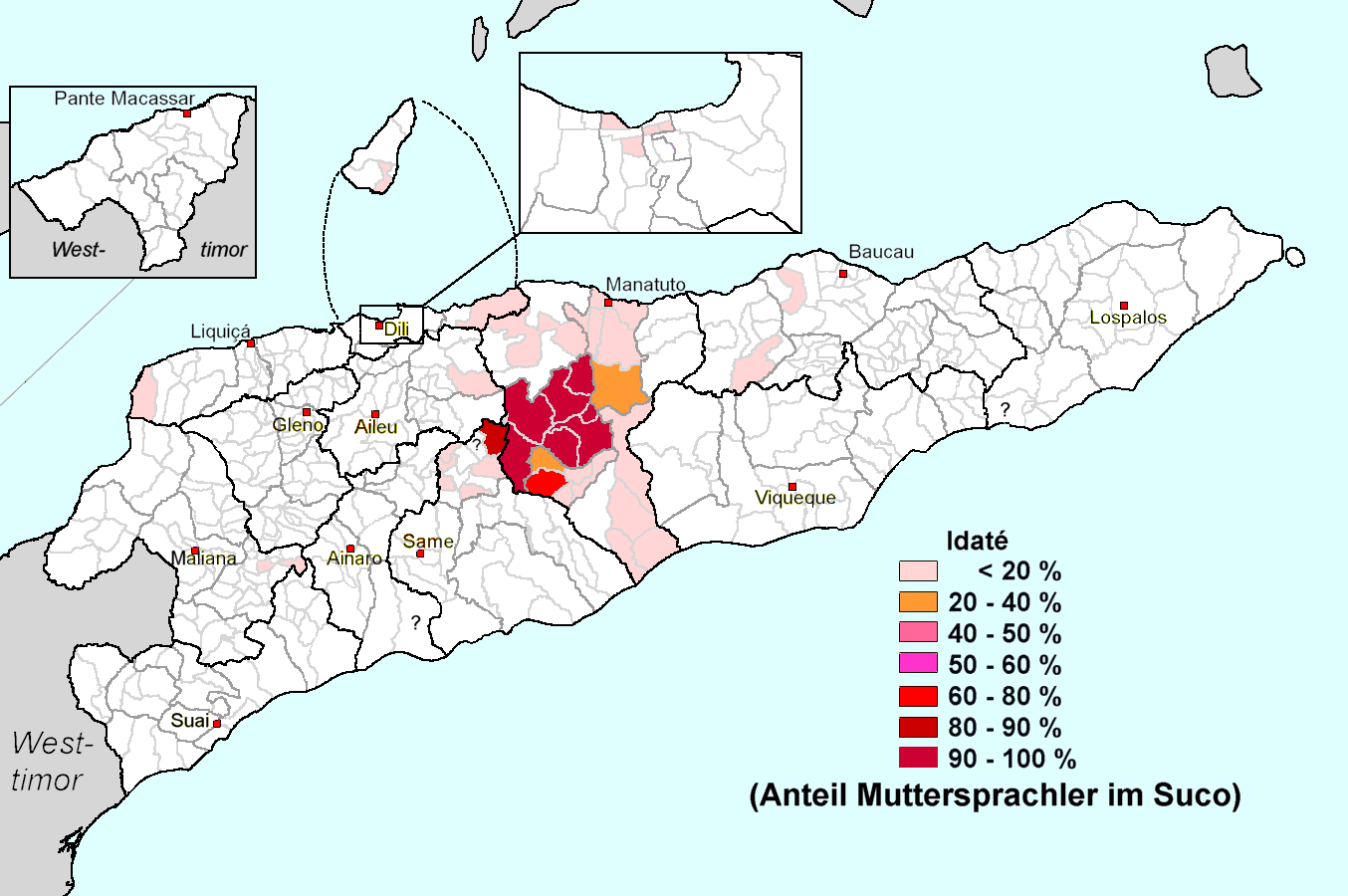
Anteil von Idaté-Muttersprachlern in den Sucos Osttimors.
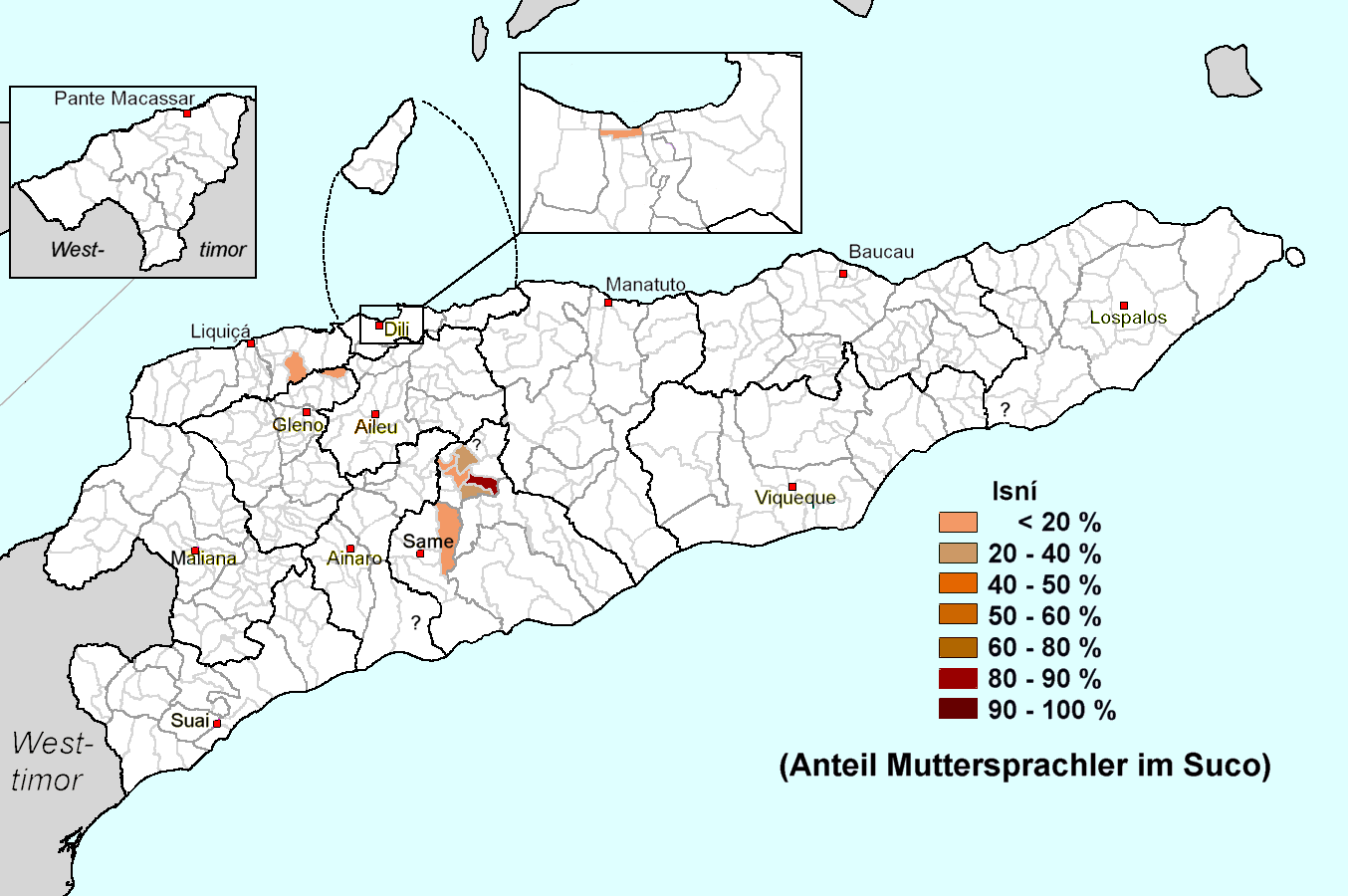
Anteil von Isní-Muttersprachlern in den Sucos Osttimors.
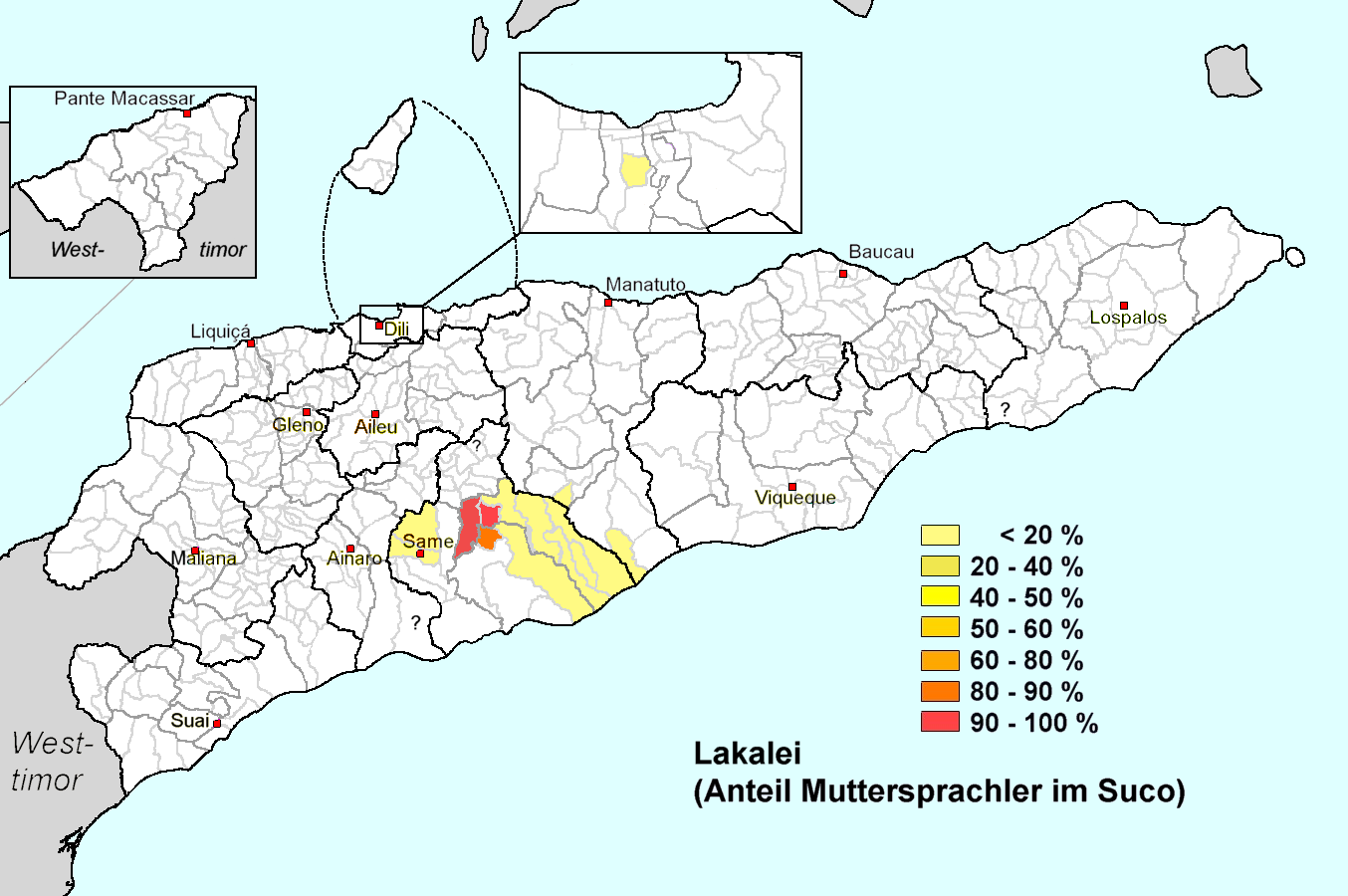
Anteil von Lakalai-Muttersprachlern in den Sucos Osttimors.
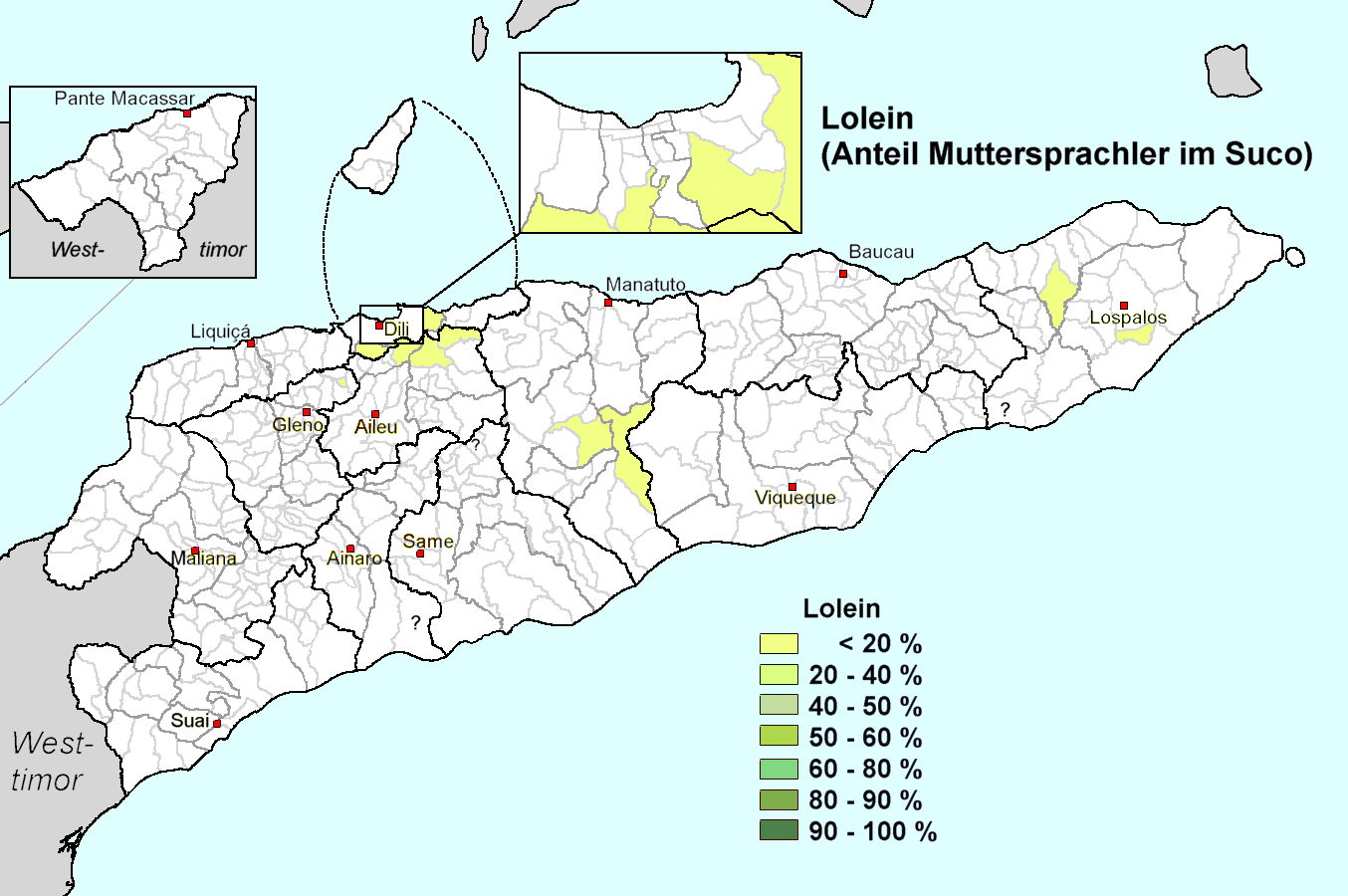
Anteil von Lolein-Muttersprachlern in den Sucos Osttimors.

## Vokabular
| Die Zahlen in den verschiedenen Dialekten der Idalaka-Dialekte |         |       |        |        |
| Zahl                                                           | Lakalei | Isní  | Lolein | Idaté  |
| 1                                                              | isa     | is    | isa    | isa    |
| 2                                                              | rua     | rua   | rua    | rua    |
| 3                                                              | telu    | tel   | telu   | telu   |
| 4                                                              | aat     | aat   | aat    | aat    |
| 5                                                              | lima    | lim   | lima   | lima   |
| 6                                                              | neen    | neen  | neen   | neen   |
| 7                                                              | hitu    | hitu  | hitu   | hitu   |
| 8                                                              | ualu    | ualu  | ualu   | ualu   |
| 9                                                              | sia     | sia   | sia    | sia    |
| 10                                                             | sakulu  | sakúl | sakulu | sanulu |

## Belege
- The Languages of East Timor: Some Basic Facts (Memento vom 19. Januar 2008 im Internet Archive)